# SB-277011-A
{{Drugbox-lat
| Verifiedfields = 
| verifiedrevid = 449588534
| IUPAC_name = -{Ntrans-4-[2-(6-cijano-3,4-dihidroizohinolin-2(1H)-il)etil]cikloheksil}hinolin-4-karboksamid
| image = SB277011A.png
| width = 260
| image2 =
| width2 =
| tradename =  
| legal_status =  
| routes_of_administration =
| metabolism =  
| elimination_half-life =  
| excretion =
| CAS_number_Ref =  
| CAS_number =  
| ATC_prefix =
| ATC_suffix =
| PubChem = 5311096
| IUPHAR_ligand = 143
| DrugBank_Ref =  
| DrugBank =
| ChEMBL_Ref =  
| ChEMBL = 85606
| C=28 | H=30 | N=4 | O=1 
| molecular_weight = 
| smiles = c4cccc1c4nccc1C(=O)NC3CCC(CC3)CCN(CCc2c5)Cc2ccc5C#N
| StdInChI_Ref =  
| StdInChI = 
| StdInChIKey_Ref =  
| StdInChIKey = 
}}
SB-277,011A je lek koji deluje kao potentan i selektivan antagonist dopaminkog D3 receptor receptora. On je oko 80-100 puta selektivniji za D3 u odnosu na D2. On nije parcijalni agonist.
SB-277,011A se koristi za studiranje adikcije na stimulišuće droge poput nikotina i kokaina.